# Мидзутани, Юко
Юко Мидзутани (яп. 水谷優子 Мидзутани Ю:ко, 4 ноября 1964, префектура Айти — 17 мая 2016, Токио) — японская сэйю.
На протяжении всей своей карьеры работала с продюсерской компанией Baobab, а на момент своей смерти работала с Aoni Production.   Мидзутани была официальной японской актрисой озвучивания Минни Маус. После смерти Мидзутани новым японским голосом Минни Маус стала Ая Эндо.

## Позиции в Гран-при журнала Animage
- 1989 год — 13-е место в Гран-при журнала Animage в номинации на лучшую женскую роль[5];
- 1990 год — 11-е место в Гран-при журнала Animage в номинации на лучшую женскую роль[6];
- 1991 год — 12-е место в Гран-при журнала Animage в номинации на лучшую женскую роль[7];
- 1992 год — 19-е место в Гран-при журнала Animage в списке лучших сэйю[8].

## Роли в аниме
- 1985 год — Мобильный воин Зета ГАНДАМ (ТВ) (Чеймин Ноа / Сара Забиаров);
- 1986 год — Мобильный воин ГАНДАМ Зета Два (Милли Чилдер);
- 1986 год — Machine Robo: Chronos no Gyakushuu (Лейна Стол);
- 1987 год — Кризис каждый день (Анри);
- 1987 год — Мами-экстрасенс (ТВ) (Мидори);
- 1987 год — Akai Kodan Zillion (Эппл);
- 1987 год — Za Samurai (Ацуко Ямагути);
- 1987 год — Девичья Сила OVA-1 (Спия);
- 1987 год — Makyou Gaiden Le Deus (Юта);
- 1988 год — Leina Kenrou Densetsu (Лейна);
- 1988 год — F (Юки);
- 1988 год — Топо Джиджио (первый сезон) (Мими);
- 1988 год — Akai Kodan Zillion Utahime Yakyoku (Эппл);
- 1988 год — The Ten Little Gall Force (Спия);
- 1988 год — Biriken (Ёко / Мими);
- 1988 год — Бей эйс! OVA-1 (Хироми Ока);
- 1988 год — Топо Джиджио (второй сезон) (Мими);
- 1988 год — Девичья Сила OVA-2 (Спия);
- 1989 год — Война на Венере (Мегги);
- 1989 год — Idol Densetsu Eriko (Каори Ямагути);
- 1989 год — Tenkuu Senki Shurato (Лаксю);
- 1989 год — Йома: Посланцы царства тьмы (Котонэ);
- 1989 год — Ариэль OVA-1 (Ая Кисида);
- 1989 год — Angel Cop (Флэр);
- 1989 год — Гайвер OVA (Мидзуки Сэгава);
- 1989 год — Явара! (ТВ) (Анна Телещикова);
- 1989 год — Wrestler Gundan Seisenshi Robin Jr. (Тятя Хосимия);
- 1989 год — Бей эйс! OVA-2 (Хироми Ока);
- 1989 год — Девичья Сила OVA-4 (Анна);
- 1990 год — Коты-Самураи (Омицу);
- 1990 год — Idol Tenshi Youkoso Yoko (Кёко);
- 1990 год — Fushigi no Umi no Nadia (Мари);
- 1990 год — Sengoku Bushou Retsuden Bakufuu Douji Hissatsuman (Падзё);
- 1990 год — Маруко-тян (фильм первый) (Старшая сестра);
- 1990 год — Меч правды (Мио);
- 1991 год — Ариэль OVA-2 (Ая Кисида);
- 1991 год — Hoshikuzu Paradise (Арису Идзюин);
- 1991 год — 3x3 глаза (Нацуко);
- 1992 год — Христофор Колумб (Беатрикс);
- 1992 год — Фея цветов Мэри Белл (ТВ) (Пола);
- 1992 год — Космический рыцарь Теккамен Блейд (ТВ) (Миюки Айба);
- 1992 год — Houkago no Tinker Bell (Мисако Ватанабэ);
- 1992 год — Тэнти - лишний! Рё-о-ки (Михоси Курамицу);
- 1992 год — Eien no Filena (Лира);
- 1993 год — Роза пустыни: Снежный Апокалипсис (Лин);
- 1993 год — Боевая поп-группа Колибри (Хитоми Накадзё);
- 1993 год — Тэнти - лишний! Ночь перед Карнавалом (Михоси Курамицу);
- 1993 год — Черный Джек OVA-1 (Пиноко);
- 1994 год — Nanatsu no Umi no Tico (Шерилл Мелвилль);
- 1994 год — Компайлер OVA-1 (Ассемблер);
- 1994 год — Мобильный воин Джи-ГАНДАМ (Блек Джоккер);
- 1994 год — Haou Taikei Ryuu Knight (Иори);
- 1994 год — Yukiwatari (Канко);
- 1994 год — Ai to Yuuki no Pig Girl Tonde Buurin (Рикако Кокубу);
- 1994 год — Тэнти - лишний! Рё-о-ки 2 (Михоси Курамицу);
- 1994 год — Sei Michaela Gakuen Hyouryuuki 2 (Рика);
- 1995 год — Тэнти — лишний! (ТВ-1) (Михоси);
- 1995 год — Ai Tenshi Densetsu Wedding Peach (Дзямапон);
- 1995 год — Tobe! Isami (Жасмин);
- 1995 год — Воины-марионетки Эр (Канни);
- 1995 год — Ginga Ojou-sama Densetsu Yuna: Kanashimi no Siren (Принцесса Мираж);
- 1995 год — Bakuretsu Hunters TV (Шоколад Мису);
- 1995 год — Золотой парень (Инструкторша);
- 1995 год — Компайлер OVA-2 (Ассемблер);
- 1996 год — Black Jack: Heian Sento (Пиноко);
- 1996 год — Мобильный ГАНДАМ Икс (Каррис Наутилус);
- 1996 год — Тэнти — лишний! (фильм первый) (Михоси);
- 1996 год — Idol Fight Suchie-Pai II (Шеррипай);
- 1996 год — Apo Apo World: Giant Baba 90-bun 1-hon Shoubu (Мотоко);
- 1996 год — Крейсер Надэсико (ТВ) (Аква);
- 1996 год — Воины-марионетки Джей (Линкс);
- 1996 год — Kiko-chan Smile (Мэгуми);
- 1996 год — Медицинские карты Чёрного Джека (фильм первый) (Пиноко);
- 1996 год — Ginga Ojou-sama Densetsu Yuna: Shinen no Fairy (Принцесса Мираж);
- 1996 год — Ganso Bakuretsu Hunters (Шоколад Мису);
- 1997 год — Тэнти — лишний! (ТВ-2) (Михоси);
- 1997 год — Вечная семейка (Акико);
- 1997 год — Тэнти — лишний! (фильм второй) (Михоси);
- 1997 год — Chou Kousoku Gran Doll (Амаги Мики);
- 1997 год — Те, кто охотятся на эльфов II (Нэнси Нага);
- 1997 год — Снова воины-марионетки Джей (Линкс);
- 1998 год — Гекигангер-3 (Аквамарин);
- 1998 год — Белый крест (ТВ) (Нанами Хибино);
- 1998 год — Искусство тени (ТВ) (Фоули);
- 1998 год — Розовые сестры (Юкари Отани);
- 1998 год — Воины-марионетки от Джей до Икс (Линкс);
- 1999 год — Легенда о Химико (Имари);
- 1999 год — Digimon Adventure - Gekijouban (Сора Такэноти);
- 1999 год — Digimon Adventure (Сора Такэноти);
- 1999 год — Arc the Lad (Кукуру);
- 1999 год — Тэнти — лишний! (фильм третий) (Михоси);
- 1999 год — Гравитация OVA (Майко Синдо);
- 1999 год — Эксель-сага (Великая Воля Вселенной);
- 2000 год — Rokumon Tengai Monkore Knight (Намико / Джейн);
- 2000 год — Черный Джек OVA-2 (Пиноко);
- 2000 год — Digimon Adventure 02 (Сора Такэноти);
- 2000 год — Gekijouban Rokumon Tengai Monkore Knight: Densetsu no Firedragon (Намико / Джейн);
- 2001 год — Chikyu Bouei Kazoku (Дзюнко Эдзима);
- 2001 год — Inochi No Chikyuu: Dioxin No Natsu (Анна);
- 2001 год — Hoshi no Kirby (Мабель);
- 2002 год — Тэнти — лишний! (ТВ-3) (Михоси Курамицу);
- 2002 год — Магический округ Абэнобаси (Мисс Оти (эп. 12));
- 2003 год — Лицензировано королевством (Линда Кубрик);
- 2003 год — Нечто важное для мага (ТВ-1) (Сатико);
- 2003 год — Early Reins (Хелен);
- 2003 год — E'S (Хитоми);
- 2003 год — Черный Джек (спэшл) (Пиноко);
- 2004 год — Мертвые листья: Звездная тюряга (Галактика);
- 2004 год — Черный Джек (ТВ) (Пиноко);
- 2005 год — Super Robot Taisen: Original Generation - The Animation (Экселлен Браунинг);
- 2005 год — Черный Джек (фильм второй) (Пиноко);
- 2005 год — Лесные приключения Пиноко (Пиноко);
- 2006 год — Касимаси: Девушка встречает девушку (Намико Цуки);
- 2006 год — Черный Джек 21 (Пиноко);
- 2006 год — Сказочный мушкетёр Красная Шапочка (ТВ) (Катаридори);
- 2006 год — Silk Road Shounen Yuuto (Рин);
- 2006 год — Super Robot Taisen: OG Divine Wars (Экселлен Браунинг);
- 2006 год — Gekijouban Doubutsu no Mori (Перими (Филлис));
- 2007 год — Робби и Кэробби (Добин-тян);
- 2008 год — Детектив Конан (фильм 12) (Лара Тигуса);
- 2008 год — Время Евы ONA (Наоко)